# Ed Stuhler
Ed Stuhler (* 27. Februar 1945 in Schönebeck (Elbe); † 18. Mai 2018) war ein deutscher Publizist, Text- und Buchautor.

## Leben
Stuhler wuchs im sachsen-anhaltischen Schönebeck auf und besuchte dort von 1951 bis 1961 die Oberschule. 1961 bis 1963 ging er beim Reifenwerk Riesa in die Lehre und wurde Gummifacharbeiter. Ab 1965 studierte er an der Ingenieurschule für Chemie „Justus von Liebig“ im Magdeburger Stadtteil Westerhüsen. Er schloss das Studium 1968 als Chemieingenieur ab.
Bis 1976 hatte er verschiedene Tätigkeiten im Traktorenwerk Schönebeck, u. a. als Leiter für Öffentlichkeitsarbeit. Gleichzeitig begann Stuhler 1973 ein externes Studium für Kultur- und Literaturwissenschaften an der Humboldt-Universität zu Berlin, wo er unter anderem bei Marie Simon studierte. 1976 siedelte er nach Berlin über und arbeitete dort im Haus für Kulturarbeit als Redakteur. Im Jahr 1978 machte er den Abschluss als Diplom-Kultur- und Literaturwissenschaftler und war seit 1979 freiberuflicher Autor. Er hatte drei Kinder.
Ed Stuhler schrieb seit 1976 Lied- und Kabarett-Texte, unter anderem für Gisela May, Thomas Putensen, Arno Schmidt und Rainer Neumann. Zudem entstanden Theaterstücke, TV-Dokumentationen und mehrere Bücher, zumeist Biographien und Beiträge zur jüngeren deutschen Zeitgeschichte.
Im Mai 2018 starb Stuhler im Alter von 73 Jahren.

## Werke
Bücher
- Margot Honecker. Eine Biografie. Ueberreuter Wien 2003; Heyne, München 2005, ISBN 3-453-64001-2
- mit Thomas Grimm: Die Honeckers privat. Liebespaar und Kampfgemeinschaft. Parthas, Berlin 2005, ISBN 3-936324-11-5
- Die letzten Monate der DDR. Ch. Links Verlag, Berlin 2010, ISBN 978-3-86153-570-6
- Der Kreml-Flieger. Ch. Links Verlag, Berlin 2012, ISBN 978-3-86153-666-6
- Die Regierung de Maizière und ihr Weg zur deutschen Einheit (vietnamesische Ausgabe), Edition VIPEN, Berlin 2012

Rundfunk und Fernseharbeiten
- Drei Töchter der DDR erzählen Hörfunkfeature, mdr 1998
- Der Wunsch, geliebt zu werden - Gisela May Hörfunkfeature, mdr 1999
- Zukunftseuphorie 1970 Hörfunkfeature, mdr 2000
- Schönebeck - Porträt einer Stadt in 5 Episoden Hörfunkfeature, mdr 2000
- Depleted Uranium Hörfunkfeature, Deutschlandfunk 2001
- Auf steiniger Spur - Erik Neutsch zum 70. Geburtstag Hörfunkfeature, mdr 2001
- Die Spur der Steine - Porträt Erik Neutsch Hörfunkfeature, Deutschlandfunk 2001
- Ein Hotel wird entsorgt Hörfunkfeature, SFB 2001
- Der Thüringer Königshort Hörfunkfeature, mdr 2001
- Stendal Hörfunkfeature, mdr 2001
- Ein Jahr mit Erich Hörfunkfeature, WDR 2002
- Abriss Hörfunkfeature SWR2 2002
- Aktion Treffpunkt - Die Stasi und die Leipziger Messeräuber Hörfunkfeature Deutschlandfunk 2002
- Dageblieben - Frank Beyer zum 70. Geburtstag Hörfunkfeature Deutschlandfunk 2002
- Der Tote von Rathenow - Zum 17. Juni 1953 Hörfunkfeature Deutschlandfunk 2003
- Die Honeckers privat Fernsehdokumentation, 2003
- Kala Shejtan - Der schwarze Drache Hörfunkfeature, SWR2 2004
- Dialektik ohne Dogma - Robert Havemann Hörfunkfeature, rbb Kulturradio 2004
- Otto John Hörfunkfeature, Deutschlandfunk 2004
- Nichts bleibt geheim Hörfunkfeature, Deutschlandfunk 2005
- Alle Macht der Musik Hörfunkfeature, rbb Kulturradio 2006
- Die Aufarbeiter - aus dem Alltag der Birthler-Behörde Hörfunkfeature, Deutschlandfunk 2006
- Forschen hinter Stacheldraht - Deutsche Kernphysiker in der Sowjetunion Hörfunkfeature, SWR2 2006
- Die hat uns nicht der Westen gebacken - Neonazis in der DDR Hörfunkfeature, Bayern2 2006
- Skins & Co. - Rechtsradikale in der DDR Hörfunkfeature, SWR2 2006
- Nun sitz ich hier in den Kaskaden Hörfunkfeature über den Märchenbrunnen im Volkspark Friedrichshain, rbb Kulturradio 2007
- Margot und der Wolf Hörfunkfeature SWR, 2007
- Tanzkinder sind Wir-Kinder - Irmhild Kaufer Hörfunkfeature, rbb Kulturradio 2008
- Ohne Schlapphut und Tabakspfeife - Detektivausbildung in Deutschland Hörfunkfeature, Bayern2 2008
- Sirene ruft an - das akustische Erbe des MfS Hörfunkfeature, SWR2 2008
- Hier bin ich geborn - hier hat mich mein Gott verlorn - Gerhard Gundermann Hörfunkfeature, Deutschlandfunk 2008
- Jeder hat das Recht, seine Herkunft zu kennen Hörfunkfeature, SWR2 2009
- Mensch, Walter! Der Philosophielehrer Walter Hofmann Hörfunkfeature, Deutschlandfunk 2009
- Jeder Mensch kann jeden lieben - Kurt Demmler Hörfunkfeature, Deutschlandfunk 2009
- Mauerlöcher Hörfunkfeature, rbb Kulturradio 2009
- Der Frühling braucht Zeit - Ulbrichts Versuch einer liberalen Jugend- und Kulturpolitik Hörfunkfeature, SWR 2 2009
- Liebe, Hass und Pragmatismus - Menschen in der DDR Hörfunkfeature, SWR2 2009
- Traumberuf Schauspieler Hörfunkfeature, SWR2 2010
- Das Kind, von dem ich nichts wusste Hörfunkfeature, SWR2 2001
- Keibelstraße Hörfunkfeature, rbb Kulturradio 2011
- Lass es leben, Gott hat es gegeben Hörfunkfeature, SWR2 2011
- Berufe im Wandel Hörfunkfeature, SWR2 2011
- Hochzeitstag Hörfunkfeature, Deutschlandfunk 2012
- Das erste sozialistische Haus der DDR Hörfunkfeature, rbb 2012
- Lin und Eberhard, Geschichte einer großen Liebe Hörfunkfeature, Deutschlandfunk 2013
- Rummelplatz - Paul Dessau als Musiklehrer, Hörfunkfeature Deutschlandfunk 2015
- Spaniens Himmel breitet seine Sterne - Paul Dessau, die "Thälmann-Kolonne" und der Formalismusstreit in der DDR, Hörfunkfeature Deutschlandfunk 2014
- Berliner Geschmacksinseln - Ludwig Hoffmann, Ignatius Taschner und der Bauboom der Gründerzeit, Hörfunkfeature rbb Kulturradio 2015
- Das innere Tagebuch der Marie Jalowicz, Hörfunkfeature Deutschlandfunk 2016
- Sehen und Gestalten - der Kunstschmied und Stahlplastiker Fritz Kühn, Hörfunkfeature rbb 2016

Liedprogramme und CDs
- Aber fliegen Liedprogramm und CD für Arno Schmidt, AMIGA 1987
- Rote Göttin Liedprogramm für Arno Schmidt, 1989
- Keine Zeit Liedprogramm und CD für Arno Schmidt, Buschfunk 1993
- Gnadenlos fröhlich Liedprogramm und CD für Arno Schmidt, Buschfunk 1994
- Die Mimosen - Die wahre Schönheit, CD, Monopol Records 1998
- Liebe machen Liedprogramm und CD für Arno Schmidt, CorleeMadMusic 2004
- Neumanns Erzählungen Liedprogramm und CD für Rainer Neumann (Die Mimosen), 2005
- Wir sind überall mit Reinhold Andert, CD, Buschfunk 2007
- Broken Heart auf Kaffeefahrt Liedprogramm und CD für Thomas Putensen, CorleeMadMusic 2008
- Wunderwalzer Liedprogramm und CD für Thomas Putensen, 2015
- Josefine Dampfmaschine Liedprogramm für Thomas Putensen, 2016

Theaterstücke
- Wer ist Harry Hasenleder? Libretto für ein Rockmusical, 1984
- Hochzeitstag Musical, 1985
- Die Zeitmaschine Theaterstück, 1968
- Abdera Komödie, 1987
- Schmerzpatienten müssen warten Monologstück, 1988
- Abgelehnt Monodrama, 1989
- Ich bin schuld Fünf Monologe für eine Schauspielerin, 1990
- Brücken auf Ruinen Monologstück, 1992
- Michaela Kohlhaas Theaterstück, 1997
- Das klingende Meer Libretto für ein Kindermusical, 1997
- Rosen, Töchter, Gehwegplatten Frauenmonologe, 1998